# Токовое зеркало
То́ковое зе́ркало — структура транзисторной схемотехники, представляющая собой генератор тока, управляемый входным током, в котором входной и выходной токи имеют один общий вывод источника питания, причем соотношение токов (коэффициент отражения) сохраняется постоянным в широком диапазоне и мало зависит от напряжения и температуры. Классическая схема токового зеркала содержит два транзистора одинаковой проводимости с резисторами в коллекторных цепях. Соотношение номиналов резисторов определяет коэффициент отражения, который может быть как меньше, так и больше единицы (но не выше коэффициента передачи тока выходного транзистора); если резисторы отсутствуют, ток передается в соотношении 1:1.
Необходимым условием точности работы токового зеркала являются хорошая температурная связь и конструктивная однотипность транзисторов, что легко реализуется в составе интегральных схем, поэтому токовые зеркала там широко используются. Если требуется «скопировать» один управляющий ток на несколько каскадов (например, чтобы задать их токи покоя), в токовом зеркале может быть один входной и несколько выходных транзисторов, генерирующих несколько различных выходных токов.

## Принцип работы схемы
Управляющий входной ток подается на соединенные вместе базу и коллектор входного транзистора, включенного по схеме с общим эмиттером. Повышение напряжения на базе до определённого уровня приводит к открытию транзистора и появлению его коллекторного тока, который отбирая на себя большую часть входного тока, начинает препятствовать дальнейшему росту напряжения на базе.
Таким образом, на соединенных вместе базе и коллекторе входного транзистора всегда устанавливается напряжение соответствующее порогу открытия транзистора при соответствующем токе коллектора, равным входному управляющему току минус небольшие токи баз входного и выходного транзисторов.
Задаваемое первым транзистором напряжение коллектора подается на базу второго, выходного, транзистора, также включенного по схеме с общим эмиттером, который открывается на столько же, на сколько открыт и первый транзистор, и создает в цепи своего коллектора выходной ток, пропорциональный току коллектора входного транзистора. Поскольку коэффициент передачи тока в схеме с общим эмиттером большинства современных транзисторов значительно больше 100 и на долю базовых токов в сумме приходится не более 1/50 части входного тока, можно утверждать что выходной ток токового зеркала будет соответствовать входному с точностью не хуже 2 %. Выходных транзисторов может быть несколько, при этом каждый из них будет являться источником тока, равного входному минус суммарный ток баз всех транзисторов, который, в данном варианте, будет больше чем суммарный базовый ток в аналогичной двухтранзисторной схеме.
Одним из способов получения отличного от единицы соотношения токов является включение сопротивлений в эмиттерную цепь каждого транзистора. На включаемых сопротивлениях протекающие токи создают дополнительные падения напряжений (обычно не более 0,5 В), которые изменяют коэффициент передачи входного тока в выходной. Соотношение токов при этом будет примерно обратно пропорционально отношению сопротивлений. Сопротивления также улучшают термостабильность и линейность схемы, однако несколько снижают диапазон рабочих напряжений. Если требуется высокая точность передачи тока, используют усложненные схемы токовых зеркал с применением нескольких транзисторов. Если же требования к точности невысоки, входной транзистор может быть заменен прямосмещенным полупроводниковым диодом, а коэффициент передачи подобран обязательным включением резисторов в обе ветви схемы.
Поскольку напряжение p-n перехода зависит от температуры, нагрев или охлаждение одного из транзисторов в схеме токового зеркала будет влиять на коэффициент передачи, а использование транзисторов разных типов и даже партий ухудшить линейность. Чтобы исключить подобные явления, используется подбор транзисторов и между ними обеспечивается тепловой контакт, при высоких требованиях применяется специальная сборка из двух транзисторов, например К159НТ1, а в топологии микросхем учитывается неравномерный нагрев кристалла. По этой же причине токовое зеркало обеспечивает высокую точность только при малых напряжениях и токах, так как нагрев кристалла выходного транзистора из-за высокой рассеиваемой мощности трудно скомпенсировать.

## Характеристики токового зеркала
Основные характеристики токового зеркала следующие:
1. Коэффициент передачи (в случае операционного усилителя) или величина выходного тока (в случае постоянного тока источника).
2. Выходное сопротивление переменному току, — определяет, насколько выходной ток меняется в зависимости от напряжения, приложенного к токовому зеркалу.
3. Минимальное падение напряжения на выходе токового зеркала, требуемое для того, чтобы заставить его работать должным образом. Это минимальное напряжение продиктовано необходимостью поддерживать выходной транзистор схемы в активном режиме.
4. Диапазон соответствия — диапазон напряжений, в котором работает зеркало.
5. Диапазон напряжений — напряжение, лежащее на разделе между «хорошим» (рабочим) и «плохим» (напр, каким либо аварийным) поведением.

Также есть ряд второстепенных технических проблем по работе с зеркалами (например, температурная стабильность).

## Практические приближения
Для анализа в режиме малого сигнала токовое зеркало можно приблизить его эквивалентным сопротивлением Нортона.
Для быстрого анализа в режиме большого сигнала, текущее зеркало, как правило, просто заменяется идеальным источником тока. Тем не менее, идеальный источник тока не является эквивалентом в нескольких отношениях:
1. он имеет бесконечное сопротивление, в то время как реальное зеркало имеет конечное сопротивление
2. он обеспечивает один и тот же ток, независимо от напряжения, то есть, нет никаких требований по диапазону соответствия
3. он не имеет ограничений по частоте, в то время как реальное зеркало имеет свои ограничения из-за паразитных емкостей транзисторов
4. идеальный источник не чувствителен ко внешним эффектам, таким как шум, перепадам напряжения источника питания и допускам на элементы схемы.

## Реализация схем токовых зеркал

### Основная идея
Биполярный транзистор может быть использован в качестве простейшего преобразователя тока, но его коэффициент передачи сильно зависит от колебаний температуры, стойкости к ионизирующему излучению и т. д. Для устранения этих нежелательных помех токовое зеркало состоит из двух каскадно соединенных преобразователей «ток — напряжение» и «напряжение — ток», находящихся при одинаковых условиях и имеющих одинаковые параметры. Не обязательно, чтобы они были линейными, единственным требованием является их «зеркальность» (например, в транзисторном токовом зеркале они логарифмические и экспоненциальные). Как правило, используются два одинаковых преобразователя, один из которых обращают с помощью отрицательной обратной связи. Таким образом, токовое зеркало состоит из двух каскадных одинаковых преобразователей (первый — обратный, и второй — прямой).
Работа токового зеркала «программируется» путём задания коллекторного тока транзистора Q1. Напряжение UБЭ для Q1 устанавливается в соответствии с заданным током, температурой окружающей среды и типом транзистора. В результате оказывается заданным режим схемы, и транзистор Q2, согласованный с транзистором Q1 (лучше всего использовать монолитный сдвоенный транзистор), передаёт в нагрузку такой же ток, что задан на Q1. Небольшими базовыми токами можно пренебречь.
Одно из достоинств описанной схемы состоит в том, что её диапазон устойчивости по напряжению Ukk за вычетом нескольких десятых долей вольта, так как нет падения напряжения на эмиттерном резисторе. Кроме того, во многих случаях удобно задавать ток с помощью тока. Легче всего получить управляющий ток Iпр с помощью резистора. В связи с тем что эмиттерные переходы транзисторов представляют собой диоды, падения напряжения на которых мало по сравнению с Ukk, резистор 14,4 кОм формирует управляющий, а следовательно и выходной ток величиной 1 мА. Токовые зеркала можно использовать в тех случаях, когда в транзисторной схеме необходим источник тока. Их широко используют при проектировании интегральных схем, когда:
1. под рукой есть много согласованных транзисторов,
2. разработчик хочет создать схему, которая бы работала в широком диапазоне питающих напряжений.

Существуют даже безрезисторные интегральные операционные усилители, в которых режимный ток всего усилителя задаётся с помощью внешнего резистора, а токи отдельных внутренних усилительных каскадов формируются с помощью токовых зеркал. Такие усилители называются соответственно программируемыми.

### Недостатки токовых зеркал, обусловленные эффектом Эрли
Простое токовое зеркало обладает одним недостатком: выходной ток несколько изменяется при изменении выходного напряжения, то есть выходное сопротивление схемы не бесконечно. Это связано с тем, что при заданном токе транзистора T1, напряжение UБЭ слегка меняется в зависимости от коллекторного напряжения (проявление эффекта Эрли); иначе говоря, график зависимости коллекторного тока от напряжения между коллектором и эмиттером при фиксированном напряжении между базой и эмиттером не является горизонтальной линией. Практически ток может изменяться приблизительно на 25 % в диапазоне устойчивой работы схемы. Если же нужен более высококачественный источник тока (чаще всего таких требований не возникает), то подойдёт схема, показанная на рисунке. Эмиттерные резисторы выбраны таким образом, что падение напряжения на них составляет несколько десятых долей вольта. Такая схема — гораздо лучший источник тока, так как в ней изменения напряжения UБЭ, обусловленные изменениями напряжения UКЭ, оказывают пренебрежительно малое влияние на выходной ток. В этой схеме также следует использовать согласованные транзисторы.

### Простейшее транзисторное токовое зеркало
Если принять напряжение на переходе база-эмиттер транзистора в качестве входной величины и ток коллектора принять за выходную величину, то транзистор будет действовать как экспоненциальный преобразователь напряжение-ток. Применив отрицательную обратную связь (просто соединив базу Q1 с его коллектором) транзистор может быть «инвертирован», и он будет действовать как обратный логарифмический (экспоненциальный) преобразователь из тока в напряжение; теперь он будет регулировать «выходное» напряжение база-эмиттер (транзистора Q2) так, чтобы «скопировать» входной ток коллектора Q1 на коллектор Q2.

### Схема Уилсона
Простое токовое зеркало имеет один существенный недостаток — выходной ток в некоторых пределах меняется при изменении выходного напряжения, то есть выходное сопротивление такой схемы не бесконечно. При заданном токе транзистора напряжение UБЭ, а вместе с ним и ток коллектора, меняется в зависимости от коллекторного напряжения.
Данная схема избавлена от описанного выше недостатка и обеспечивает высокую степень постоянства выходного тока. Транзисторы T1 и T2 в этой схеме включены так же, как в обычном токовом зеркале, но благодаря транзистору T3 потенциал коллектора Т2 фиксирован и не влияет на выходной ток.

### Схемы с несколькими выходами и коэффициенты отражения тока
Схему токового зеркала можно построить так, что вытекающий выходной ток (или втекающий — в случае использования транзистора n-p-n типа будет передаваться в несколько нагрузок. О том, как эта идея воплощается в жизнь, даёт представленная на рисунке схема. Отметим, что если один из транзисторов — источников тока переходит в режим насыщения (в том случае, например, когда отключается его нагрузка), то база будет отбирать повышенный ток из общей линии, соединяющей базы всех его транзисторов, и в связи с этим уменьшаются остальные выходные токи. Положение можно улучшить если включить в схему ещё один транзистор.
На рисунке представлены два варианта многовыходного токового зеркала. Эти схемы отражают удвоенный (или половинный) управляющий ток. При разработке токовых зеркал в интегральных схемах коэффициенты отражения тока задают путём выбора размеров (площадей) эмиттерных переходов.
Ещё один способ получения выходного тока, кратного управляющему состоит во включении дополнительного резистора в цепь эмиттера выходного транзистора. Если схема работает с токами различной плотности, то, согласно уравнению Эберса — Молла, разность напряжения UБЭ зависит только от отношения плотностей токов. Для согласованных транзисторов отношение коллекторных токов равно отношению плотностей токов. График позволяет определить разность напряжений между базой и эмиттером в подобном случае и полезен при разработке токовых зеркал с неединичным отражением.

## Примеры
В таблице приведены типичные примеры схем токового зеркала на биполярных транзисторах и эквивалентные им МОП-схемы. Резисторы у биполярного токового зеркала не являются обязательными, а в МОП-технологии являются чем-то необычным.[что?] Основные критерии при выборе схемы токового зеркала — минимальное напряжение питания, выходное сопротивление, требования к точности.
|                            | Простое токовое зеркало    | Трехтранзисторное токовое зеркало | Каскодное токовое зеркало | Токовое зеркало Уилсона |
| На биполярных транзисторах | Einfacher Stromspiegel.svg |                                   |                           |                         |
| На МОП-технологии          |                            |                                   |                           |                         |

Токовое зеркало Видлара
Токовое зеркало Видлара, названное в честь разработчика Роберта Видлара, является разновидностью простого токового зеркала и представляет собой очень простую двухтранзисторную схему. Из-за сильной зависимости передаточного отношения от тока токовые зеркала Видлара, как правило, подходят только для Постоянного тока.
Трехтранзисторное токовое зеркало
Дополнительный транзистор уменьшает ошибку, возникающую из-за тока базы биполярного транзистора.
Каскодное токовое зеркало
В простом токовом зеркале существует заметная зависимость выходного тока от выходного напряжения из-за конечного выходного сопротивления транзисторов. Этот эффект может быть уменьшен применением данной схемы.
Токовое зеркало Уилсона
В дополнение к токовому зеркалу Уилсона существует усовершенствованное токовое зеркало Уилсона. Последнее содержит четыре транзистора и обеспечивает по сравнению с трёхтранзисторным вариантом улучшенную линейность.